# 르두타불급 잠수함
르두타불급 잠수함은 프랑스 해군 FOST에 소속된 전략 미사일 잠수함(SSBN)이다.
프랑스에서는 르두타불급 잠수함을 SNLE라고 부른다. Sous-marin Nucléaire Lanceur d'Engins의 약자이다. 미사일 발사 핵잠수함이라는 의미있다.
1번함이 1971년에 실전배치되었다. 6척이 건조되었다. 현재는 모두 퇴역했다. 트리옹팡급 잠수함으로 대체되었다.

## 동급함정
- Redoutable (1971-1991)
- Terrible (1973-1996)
- Foudroyant (1974-1998)
- Indomptable (1976-2003)
- Tonnant (1980-1999, M2 미사일 최초 탑재)
- Inflexible (1985-2008, M4 미사일 최초 탑재)

## 갤러리

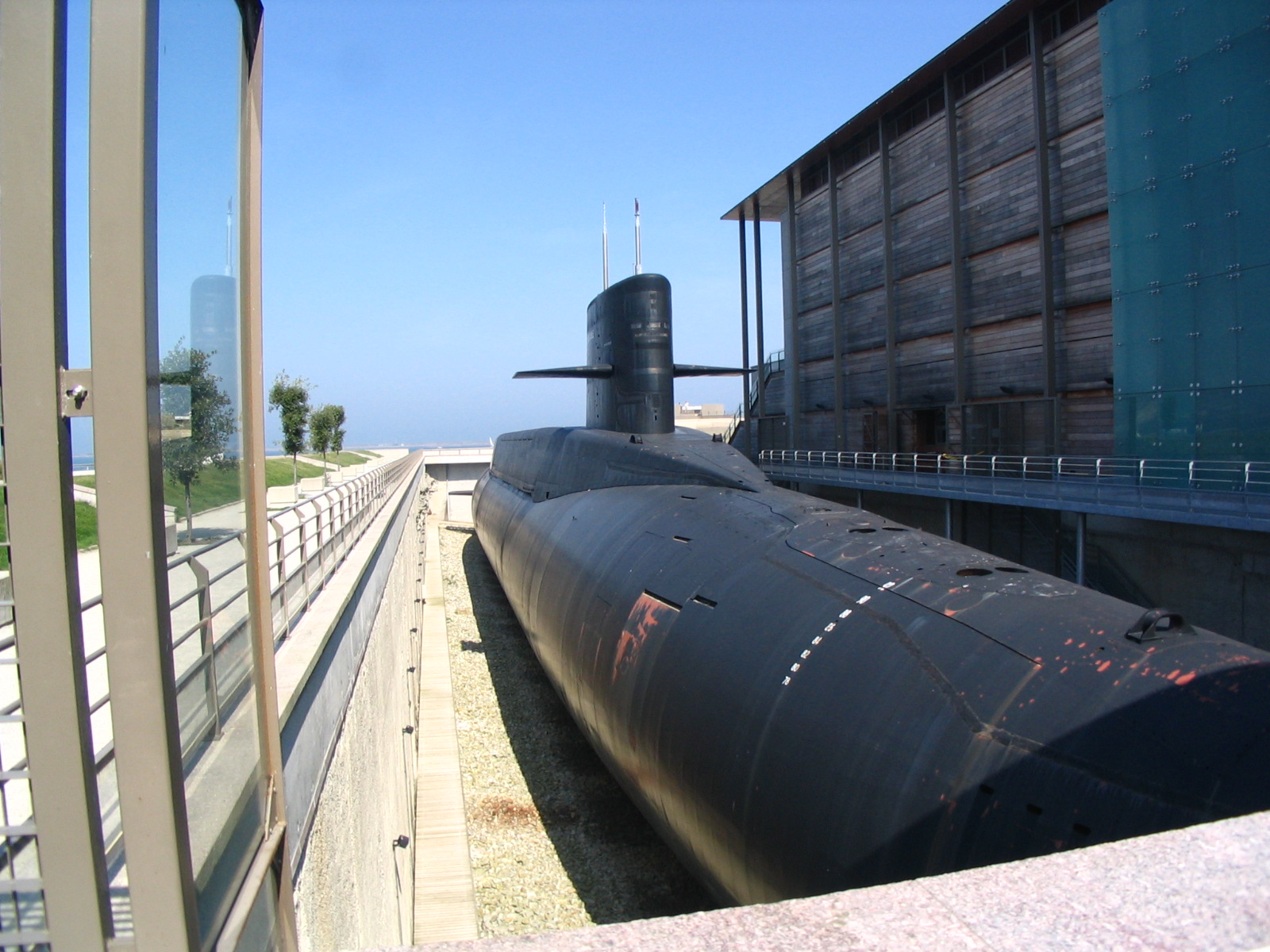
Redoutable in Cherbourg
왼쪽부터 M4 미사일, M45 미사일, M51 미사일